# 一文字
一文字（いちもんじ、1934年頃 - 1965年3月23日）は、恩賜上野動物園で飼育されていたオスのロバである。1937年（昭和12年）に起きた盧溝橋事件で日本軍の弾薬運搬などに活躍し、事件終結後の1939年（昭和14年）1月に「軍功動物」として上野動物園に寄贈された。第2次世界大戦の終了後は、子供動物園などの人気者となった。老齢期に入って多くの歯を失ったが、1963年（昭和38年）に「入れ歯」製作に成功して元気を取り戻し、1965年（昭和40年）まで生き永らえている。

## 生涯
1939年（昭和14年）1月4日、芝浦にあった陸軍の軍需品集積所第一船舶輸送司令部に、13頭の動物で構成された一隊が到着した。この動物たちは盧溝橋事件などの中国戦線で活躍した「軍功動物」であり、1938年（昭和13年）12月9日まで北支那方面軍の司令官を務めていた寺内寿一大将の計らいで日本に輸送されてきたものであった。13頭の内訳は、モウコウマ1頭、シナウマ3頭、ロバ2頭、フタコブラクダ2頭、イヌ2頭で、その他に寺内の乗馬で宮中へ献上するために別の馬も贈られてきていた。動物たちは動物園の職員に引率されて芝浦から上野まで行進し、夜更けに上野動物園に到着した。
2頭のロバはそれぞれ「盧溝橋」、「一文字」と命名されていた。名前の由来は、盧溝橋事件の現場と北京郊外での戦地名からであった。2頭はいずれも盧溝橋事件で日本軍の弾薬運搬に活躍し、その功績を称えて「軍功動物」に加えられていた。
当時の調書には、寺内部隊獣医部の名によって「昭和十三年十一月一日」付で一文字の「軍功」が次のように記されている。

所属部隊：支那駐屯歩兵第一聯隊牟田口部隊

種類：驢

名称：一文字

毛色：河原毛

年齢：四

戦歴及功績：昭和十二年七月十日河北省宛平県盧溝橋附近ノ戦闘二於テ弾薬運搬用トシテ購買シ爾後盧溝橋ノ戦闘及南苑ノ戦闘或ハ北京附近ニ於ケル数回ノ討伐ニ参加シ能ク炎暑及ビ酷寒ニ耐ヘ泥濘ナル悪路及ビ嶮峻ナル山岳地帯ヲ巧ニ行動シ弾薬運搬ニ従事シタル功績偉大ナリ。

動物たちを迎えた上野動物園では、3月1日から3月10日まで「軍功動物」への感謝祭を開催した。その後「盧溝橋」の方は井の頭自然文化園で飼育されることになったが、一文字は上野動物園で引き続いて飼育された。第2次世界大戦が開戦した後の一文字は、草食動物のエサに使う街路樹の運搬や、戦時猛獣処分によって死亡した動物たちの遺骸を陸軍獣医学校へ運搬するために使役されていた。
第2次世界大戦終戦後、一文字は進駐軍のパーティーなどにマスコットとして出向いたり、子供動物園で子供たちを乗せたりして人気を集めていた。ただし、ロバという動物は馬と違って頑固な性質で人の乗用に向いていないため、子供たちを乗せるのは上手くいかなかった。「乗馬」の仕事をなくした一文字が運動不足にならないようにとの配慮によって、子供動物園にいる動物たちのエサの運搬を手伝うことになった。エサの入った容器を積載したリヤカーを牽引する仕事であったが、「動物愛護」を唱えるグループから「虐待だ」とのクレームが入ってしまった。このクレームのために、一文字は運動もできずに小屋の中で過ごすことが多くなった。
一文字はウマ科動物としては長寿の個体で、上野動物園内においては園内動物の最年長者として知られていた。老齢期にさしかかった一文字の歯は、1955年（昭和30年）頃から抜け始めた。1963年（昭和38年）当時の推定年齢は29歳で、人間の年齢に換算すると90歳ぐらいの老ロバとなり、毛並みや眼などに老化の表れが著しく体力も衰えていた。この時点では、門歯部分で残っているのは上下各1本ずつという状態にまで至り、口元からは舌がだらりと垂れさがって同居のヤギが角で突いても反撃もできずにおとなしくしていた。ロバの場合、オスは通常40本の歯を持っているが、一文字の場合は臼歯部24本はひどく咬耗していたものの一応は揃っていた。歯の欠損がひどくなった一文字には、子供動物園の飼育担当者がエサを細かく切って与えたり、水分の多い粥状のエサを特別に作ったりの工夫を重ねていた。
一文字の窮状を、上野動物園側が放置するようなことはなかった。1963年（昭和38年）2月に開催された行事企画委員会の席上で、子供動物園担当の遠藤悟郎が「一文字に『入れ歯』というのは無理なんでしょうかね?」と発言した。その発言を聞いた当時の動物園長林寿郎の勧めにより、遠藤や中川志郎（後に多摩動物公園園長、上野動物園園長、茨城県自然博物館館長、日本博物館協会会長などを歴任した）など子供動物園や動物病院のスタッフなどは入れ歯製作のための調査を開始した。
調査は始まったものの、獣医学の教科書にはロバのような大動物に関する入れ歯のことについては全く載っておらず、見つかるのは抜歯術についての記述のみであった。途方に暮れた遠藤や中川を救ったのは、東京医科歯科大学の助教授（当時）で、青山で開業していた石上健次であった。3月16日、林、遠藤、中川の立会いのもと、一文字の第1回口腔検査が実施された。前歯部分の16本の歯のうち健全なものは上顎左側第三切歯および下顎右側犬歯の2本のみで、その他の歯は脱落または根部分のみが残った状態だった。人間であれば抜歯術を実施するところだが、一文字は老衰状態のため、抜歯や手術を行うような事態は避けてほしいという上野動物園側の希望を容れて、石上と中川、そして歯科器械製作所の社長を含むメンバーは2か月半にわたってウマ科動物の歯の調査、歯形製作、止め金装置の考案などの試行錯誤を重ねた上、上下11本、銅合金製で当時の製作原価にすれば60万円にもなる入れ歯が完成した。
同年5月25日、入れ歯を装着した一文字は遠藤が差し出した青草の束を数年ぶりに自力で噛み切った。入れ歯の装着と手入れが、一文字の飼育係の新たな仕事となった。石上は、一文字のこの事例を1964年（昭和40年）6月14日に開催された第48回日本補綴歯科学会において口演発表した。中川も石上の勧めによって『False teeth for an old Donkey』という論文を『世界動物年鑑』に発表している。
一文字は今まで自分をいじめていたヤギに食いついて反撃するなど、すっかり元気を取り戻した。しかし、2年後の1965年（昭和40年）3月23日、ヤギを追い回しているうちに転倒して夕方から腹痛を起こし、夜に死亡した。解剖してみたところ、一文字の死因は腸が2回転した状態での腸捻転であった。
一文字の剥製は、上野動物園の資料室に保管されている。その口元からは、あの入れ歯が覗いている。一文字については、児童文学作家の今西祐行が『いればをしたロバの話』（1971年）という本を執筆した他、脚本家の大藪郁子が『ろば』という戯曲を創作している。